# مابل كيلام داي
مابل كيلام داي هي فنانة كندية، ولدت في 1884، وتوفيت في 1960.